# Irina Beletskaïa
 (juin 2022).
Si vous disposez d'ouvrages ou d'articles de référence ou si vous connaissez des sites web de qualité traitant du thème abordé ici, merci de compléter l'article en donnant les références utiles à sa vérifiabilité et en les liant à la section « Notes et références ».
Irina Beletskaïa (Léningrad, 10 mars 1933) est une chimiste russe. Elle s'est spécialisée dans la chimie organométallique et ses applications en chimie organique.

## Biographie
Elle a enseigné à l'université d'État de Moscou.
Depuis 1992, elle est membre de l'Académie des sciences de Russie.